# Johnson City (Teksas)
Johnson City – miasto w Stanach Zjednoczonych, w stanie Teksas, w hrabstwie Blanco. W 2000 roku liczyło 1 191 mieszkańców. Urodził się tu amerykański polityk Lyndon Baines Johnson.